# 성낙합
성낙합(成樂合, 1949년 8월 21일~2006년 3월 10일)은 대한민국의 정치인이다. 제38대 서울특별시 중구청장이다. 본관은 창녕 성씨이다.

## 학력
- 경남고등학교 졸업
- 서울대학교 문리과대학 동양사학 학사 졸업
- 서울대학교 행정대학원 석사 수료
- 동국대학교 행정대학원 석사 수료

## 경력
- 해군 중위 전역
- 1978 제22회 행정고시 합격
- 1989 부산지방경찰청 수사과
- 거제경찰서 서장
- 부천중부경찰서 서장
- 서울남대문경찰서 서장
- 1995 경남지방경찰청 차장
- 1995.07 ~ 1996.12 경찰청 형사심의관
- 1997.01 ~ 1998 서울지방경찰청 보안부 부장
- 1998  ~ 1999 서울지방경찰청 형사부 부장
- 1999 경찰대학 치안연구소 부소장
- 명예 치안감 퇴직
- 특수법인 총포화약안전기술협회 이사장
- 한나라당 서울시당 중구 지구당 수석부위원회 위원장
- 2004.06 ~ 2006.03 제38대 서울특별시 중구청장

## 수상
- 근정포장
- 대통령 표창
- 녹조근정훈장

## 역대 선거 결과
|  | 48.47% |

|  | 55.94% |